# John Lindberg
John Lindberg est un contrebassiste et compositeur américain de jazz. Il a accompagné durant plusieurs années le musicien Anthony Braxton et il est surtout associé au groupe String Trio of New York.

## Biographie
John Lindberg débute aux percussions en intégrant vers dix ans l'orchestre de son école. Il suit plus tard des cours à l'Université du Michigan puis arrête ses études à 16 ans pour se consacrer à la musique. 
En 1977, Lindberg choisit de s'installer à New York et intègre le Human Arts Ensemble, un groupe free jazz composé en particulier du batteur Bobo Shaw (en) et du tromboniste Joseph Bowie. Il effectue quelques enregistrements avec ce groupe.
En compagnie du violoniste Billy Bang et du guitariste James Emery, il forme en 1979 le groupe String Trio of New York.
Il perfectionne son jeu à la contrebasse grâce aux cours qu'il suit avec David Izenzon. Son jeu très varié, employant de très nombreux procédés et techniques, attire cette année-là l'attention du jazzman Anthony Braxton qui l'intègre à son groupe à la suite du départ de Dave Holland. À cette période il joue aussi en trio avec Sunny Murray et le saxophoniste Jimmy Lyons. Il collabore et enregistre avec Braxton jusque 1985. Le String Trio of New York poursuit ses enregistrements, mais avec différents violonistes. En 1981 Lindberg s'installe à Paris et deux ans plus tard retourne à New York. Dans les années 1990 il enregistre plusieurs albums avec le pianiste Eric Watson et le tromboniste allemand Albert Mangelsdorff (Dodging Bullets (1993), Quartet Afterstorm (1994), Resurrection of a Dormant Soul (1996)).

## Discographie sélective
| Enregistrement | Label             | Nom de l'album                               | Notes |
| -------------- | ----------------- | -------------------------------------------- | --- |
| 1981           | Black Saint       | Dimension 5                                  | Album enregistré en concert. |
| 1982           | Black Saint       | Give and Take                                | Un trio avec Barry Altschul aux percussions et George Lewis au trombone.                                                                 |
| 1984           | Black Saint       | Trilogy of Works for Eleven Instrumentalists | |
| 1993           | Black Saint       | Dodging Bullets                              | |
| 1994           | Black Saint       | Quartet Afterstorm                           | |
| 1996           | Black Saint       | Resurrection of a Dormant Soul               | |
| 1997           | Music & Arts      | Luminosity: Homage to David Izenzon          | |
| 1998           | Black Saint       | Bounce                                       | Un quartet avec en particulier le trompettiste Dave Douglas, mais aussi Ed Thigpen et Larry Ochs, principalement au ténor.               |
| 2000           | Between The Lines | A Tree Frog Tonality'                        | |
| 2002           | Between The Lines | John Lindberg: Two By Five'                  | |
| 2005           | Between The Lines | Winter Birds'                                | |
| 2006           | Between The Lines | Duets 1'                                     | |
| 2010           | Jazzwerkstatt     | Tripolar (A)Live at Roulette, NYC'           | Enregistré en trio avec le batteur Kevin Norton et Don Davis au saxophone lors d'un concert en février 2010 au Roulette Club à New York. |